# ليون لين
ليون لين (بالإنجليزية: Leone Lane)‏ هي ممثلة أمريكية، ولدت في 17 نوفمبر 1908 ببوسطن في الولايات المتحدة، وتوفيت في 28 مارس 1993 بلوس أنجلوس في الولايات المتحدة بسبب مرض.

## وصلات خارجية
- ليون لين على موقع IMDb (الإنجليزية)
- ليون لين على موقع تيرنر كلاسيك موفيز (الإنجليزية)
- ليون لين على موقع أول موفي (الإنجليزية)